# Bossam
Bossam ist ein Fleischgericht der koreanischen Küche, das oft beim Konsum von Alkohol als Anju-Speise – kor. 안주, Hanja 按酒, Beilage oder Imbiss zum Alkoholkonsum – gegessen wird.
Bossam wird aus Schweinefleisch hergestellt, das als Braten zubereitet wird. Das Fleisch wird dabei vorher mit Doenjang mariniert und in einer Brühe mit Knoblauch, Ingwer und Zwiebeln gegart. Anschließend wird es in dünne Scheiben geschnitten.
Dazu isst man Reis, (frisches) Kimchi und Nebengerichte. Ähnlich wie Bulgogi kann Bossam auch gegessen werden, indem das Fleisch mit anderen Zutaten in ein Salatblatt eingerollt wird und als komplettes Bündel in den Mund geschoben wird. Anstelle normaler Salatblätter werden auch gerne Sesamblätter oder die für Kimchi vorbehandelten Chinakohlblätter verwendet. Dann isst man typischerweise das frisch zubereitete und noch nicht fermentierte Kimchi dazu. 